# Зиково (Мядельський район)
Зиково(біл. вёска Зикава) — село в складі Мядельського району Мінської області, Білорусь. Село підпорядковане Слобідзькій сільській раді, розташоване в північній частині області.